# Таррафал (Сантьягу)
Таррафал (порт. Tarrafal) — посёлок на северном берегу острова Сантьягу на Кабо-Верде. Расположен в 70 км от столицы государства, города Прая, у подножия горы Грасиоза.

## История
26 января 1936 года в посёлке была образована известная португальская тюрьма Таррафал для политических заключенных, просуществовавшая до 25 апреля 1974 года. Первый комендант — Мануэль душ Рейс, тюремный врач — Эшмиральду Пайш Прата.
Тарраффал являлся главным лагерем для политических противников Португалии. Сюда свозились политические преступники и революционеры изо всех африканских колоний Португалии. Местоположение лагеря отличалось особенно жёстким климатом. Постоянные ветра вызывали у заключённых жуткую головную боль. Обычной была практика применения пыток. Карцер для нарушителей режима располагался через стену от кухонной печи. Температура в нём повышалась порой до 70-80 градусов Цельсия, при этом размеры карцера позволяли только сидеть. В лагере находилось несколько локальных участков, обитатели которых ничего не знали про другие части лагеря.
Из лагеря практически невозможно было бежать. Несмотря на то, что снаружи его ограда выглядит очень невысокой, изнутри она весьма высока, окружена глубоким рвом с водой, подходы ко рву были опоясаны колючей проволокой, по которой пропускался электрический ток.
В настоящее время на территории тюрьмы расположен учебный центр вооружённых сил страны. Часть концлагеря открыта для посещения, как музей.

## Туризм
Как и в других городах Кабо-Верде, основная статья экономики Таррафала — туризм. В посёлке гостей принимают несколько отелей:
- Байа Верде — туристическая деревня;
- Король Фишер — апартотель из 25 современных домиков на самом берегу Атлантического океана;
- Мар Азул** — гостиница в 800 метрах от океана;
- Миль Нуитс;
- Таррафал — современная гостиница;
- Сул Марина;
- Тата;
- Вилла Ботанику.